# Planodasys
Genre
Planodasys est un genre de gastrotriches de la famille des Planodasyidae.

## Liste des espèces
Selon World Register of Marine Species (24 juin 2025) :
- Planodasys littoralis Rao, 1993
- Planodasys marginalis Rao, 1970

## Systématique
Ce genre a été décrit par Rao en 1970.

## Publication originale
- (en) Rao & Clausen, 1970 : « Planodasys marginalis gen. et sp. nov. and Planodasyidae fam. nov.(Gastrotricha Macrodasyoidea) », Sarsia, vol. 42, p. 73-82.